# Rhionaeschna planaltica
Rhionaeschna planaltica – gatunek ważki z rodziny żagnicowatych (Aeshnidae). Występuje na terenie Ameryki Południowej.